# Лыщёво
Лыщево — деревня, расположенная в Бужаровском сельском поселении Истринского района Московской области. Население — 24 чел. (2010). С Истрой связан автобусным сообщением (автобус № 33).
Находится примерно в 20 км на север от Истры, на берегу Истринского водохранилища, высота над уровнем моря 179 м.

## Население
| 2002 | 2006 | 2010 |
| ---- | ---- | ---- |
| 20   | ↗34  | ↘24  |